# Akira Takeuchi
Akira Takeuchi (Kanagawa, 18 juni 1983) is een Japans voetballer.

## Carrière
Akira Takeuchi speelde tussen 2006 en 2010 voor Nagoya Grampus. Hij tekende in 2011 bij JEF United Ichihara Chiba.